# Iłowo-Osada
Iłowo-Osada [iˈwɔvɔ - ɔˈsada] (deutsch Illowo) ist ein Ort sowie Sitz der gleichnamigen Landgemeinde in der polnischen Woiwodschaft Ermland-Masuren.

## Geographische Lage
Die Ortschaft liegt in der historischen Region Ostpreußen, etwa elf Kilometer südöstlich der heutigen Kreisstadt Działdowo (deutsch Soldau i. Ostpr.), 22 Kilometer südlich der früheren Kreismetropole Neidenburg (polnisch Nidzica) und 70 Kilometer südlich der Woiwodschaftshauptstadt Olsztyn (deutsch Allenstein). Die umgebende Landschaft gehört zum Süden des Oberlandes und ist geprägt durch Waldgebiete und Erhebungen bis zu 190 Meter. Südlich des Ortes fließt die zum Einzugsgebiet der Weichsel gehörende Mławka.

## Geschichte

Illowo in Ostpreußen, südwestlich von Allenstein und Neidenburg sowie südöstlich von Soldau, auf einer Landkarte von 1908.

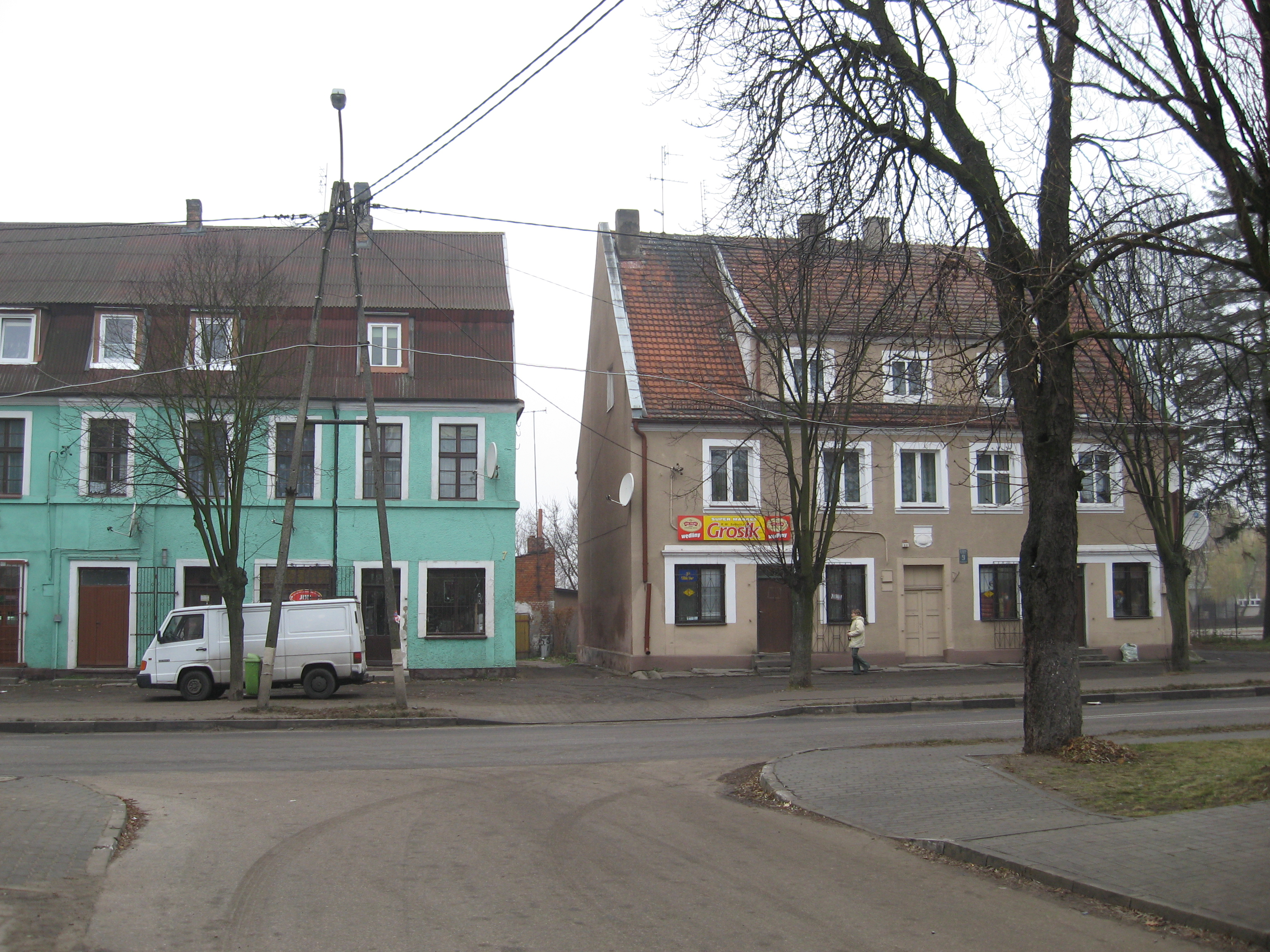
Wohnhäuser

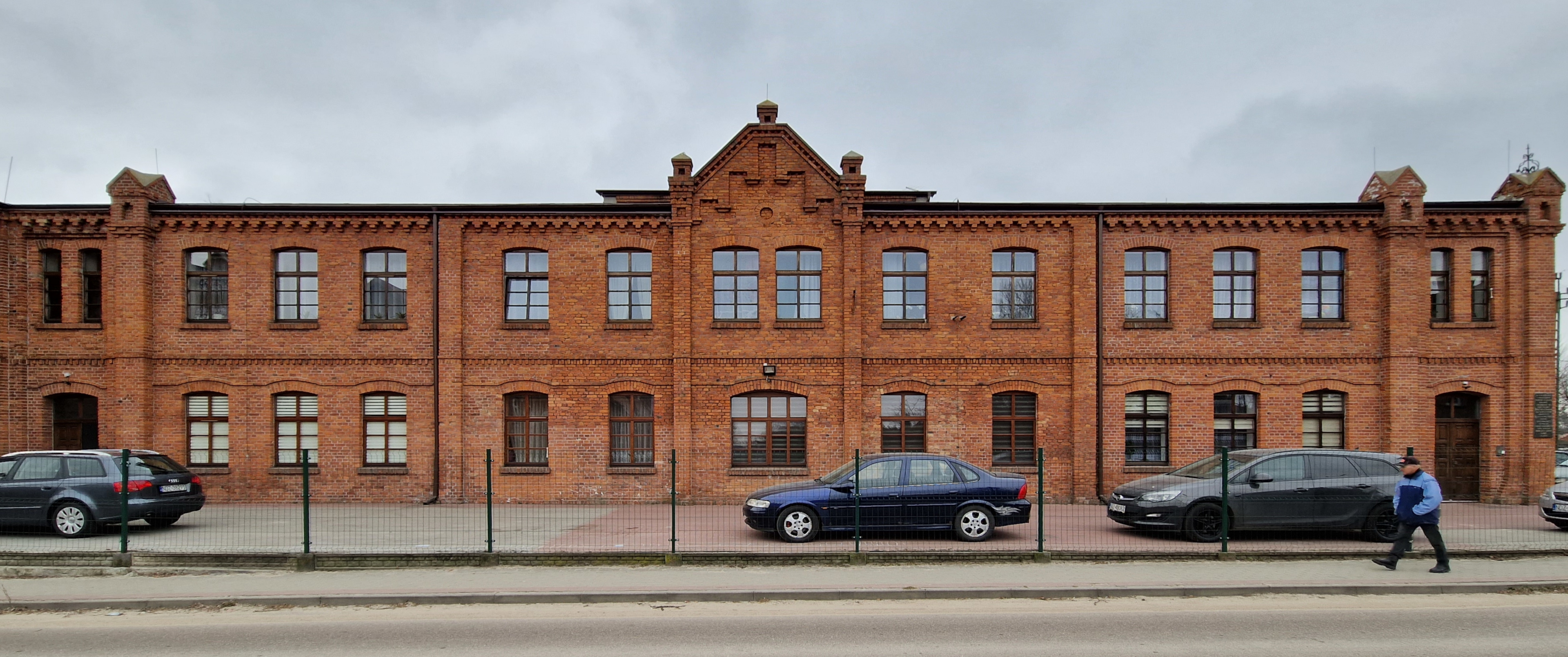
Ehemaliges Schulgebäude, das während des NS-Zeit als Durchgangslager benutzt wurde.

Das heutige Dorf Iłowo-Osada und das in unmittelbarer Nachbarschaft gelegene Iłowo-Wieś gehörten ursprünglich unter dem Namen „Illowo“ zusammen. Der Ort taucht erstmals im 14. Jahrhundert unter den Namen Gilowo, Gylowo und Jiłowo auf. Die Herkunft seines Namens stammt von den prußischen Wörtern „ilas“ (sehr dunkel, stockfinster) und „gile“ (Eichel) ab. Seine Entstehung steht im Zusammenhang mit der Besiedlung des zuvor unbewohnten Urwaldgebietes Sassenland durch den Deutschen Orden in der ersten Hälfte des 14. Jahrhunderts. Nachdem 1343 der Grenzverlauf zum polnischen Masowien manifestiert worden war, lag Iłowo unmittelbar an der Grenze des Ordenslandes. Der Ort wurde zunächst von der Komturei Christburg, ab 1341 von der Komturei Osterode verwaltet. Er gelangte 1403 in den Besitz des polnischen Ritters Piotr Bażyński. Die große Tannenbergschlacht von 1410 fand unweit des Ortes statt, und einer Legende nach flüchteten litauische Deserteure des polnischen Heeres über den Illowoer Mühlensteig. Nach Illowo nannte sich auch eine Adelsfamilie, die hier bis in das 17. Jahrhundert hinein herrschte. Für das Jahr 1602 ist ein Stanislaus von Illowo nachgewiesen. Später wechselten die Grundherren in rascher Folge.
Die Ortschaft wurde dem Kreis Neidenburg und dem Hauptamt Soldau zugeordnet.  Im Jahr 1785 wird Illowo als ein adliges Gut  mit 13 Feuerstellen (Haushaltungen) bezeichnet; das sich im Besitz eines Zweigs der Familie  von Gersdorf  befindet. Die Einwohner Illowos lebten in der Hauptsache von der Land- und Forstwirtschaft, 1820 wurden im Ort zehn Bauernhöfe registriert. Im Mai 1847 wird für die Schullehrerstelle in Illowo ein Nachfolger gesucht.
Im Jahre 1874 wurde Illowo sowohl als Landgemeinde als auch als gesonderter Gutsbezirk in den neu errichteten Amtsbezirk Narzym im Kreis Neidenburg innerhalb des Regierungsbezirk Königsberg (1905 bis 1945: Regierungsbezirk Allenstein) in der preußischen Provinz Ostpreußen eingegliedert. Die Trennung von Landgemeinde und Gutsbezirk wurde am 5. Februar 1894 zugunsten der Landgemeinde aufgehoben.
Wesentlichen Einfluss auf wirtschaftliche Struktur hatte Bau der Eisenbahnlinie Danzig – Warschau, an die Illowo am 1. September 1877 angeschlossen wurde. Der Bahnhof wurde als Grenzstation errichtet, und dadurch wurde der Ort zu einem für die Region wichtigen Umschlags- und Handelsplatz, der 1885 726 mehrheitlich polnische Einwohner zählte.
Zum Anfang des 20. Jahrhunderts gab es in Illowo neben dem Grenzbahnhof ein Zollamt, ein Postamt, eine evangelische Schule, und in der Nähe zwei Brennereien. 1910 zählte Illowo 1689 Einwohner. Kurz vor dem Ersten Weltkrieg errichtete die Firma Nobel ein Petroleumlager. Dieses wurde im Dezember 1914 Ziel eines russischen Angriffs und wurde vernichtet. Ebenso wurden alle öffentlichen Gebäude einschließlich der Bahnhofsanlagen und zahlreiche Wohnhäuser zerstört.
Im Soldauer Gebiet gelegen musste nach Ende des Ersten Weltkriegs Illowo aufgrund der Bestimmungen des Versailler Vertrags mit allen Nachbarorten am 10. Januar 1920   an Polen abgetreten werden.  Am 16. Januar 1920 um 6 Uhr verließ der letzte deutsche Grenzschutztrupp den Ort. Die Polen führten die polnische Namensform „Iłowo“ wieder ein. 2793 Einwohner wurden hier im Jahre 1931 gezählt. Während des Polnisch-Sowjetischen Kriegs hielt die Rote Armee den Ort vom 12. bis 14. August  1920 besetzt. 1927 wurde mit dem Bau einer neobarocken Kirche begonnen. Zu dieser Zeit verfügte das Dorf über eine allgemeine sechsklassige Schule mit ca. 500 Schülern, einen Bahnhof, eine Eisenbahnwerkstatt, ein Elektrizitätswerk und ein Sägewerk sowie eine Brennerei.
Im Jahr 1934 kündigte die polnische Staatsregierung den in Versailles am 28. Juni 1919 abgeschlossenen Minderheitenschutzvertrag zwischen den Alliierten und Assoziierten Hauptmächten und Polen einseitig auf. Am 1. August 1943 wurde aus den Orten des früheren Amtsbezirks Narzym die neue Landgemeinde Iłowo gebildet.
Als Folge des deutschen Überfalls auf Polen 1939 kam das entnommene Polnische Gebiet völkerrechtswidrig zum Deutschen Reich. Am 2. September 1939 wurde Illowo von deutschen Truppen besetzt. Die Einwohner mit polnischer Nationalität wurden vorübergehend unter Arrest gestellt. Iłowo wurde wieder zu „Illowo“ und alle Orte der Landgemeinde wurden am 1. April 1940 in den wieder hergestellten „Amtsbezirk Narzym“ überführt, der am 24. April 1940 in den wieder Landkreis Neidenburg einbezogen wurde.
Von 1941 bis 1945 wurde in Illowo ein Durchgangslager für polnische und russische Gefangene unterhalten. Im Januar 1945 befreite die Rote Armee die Region. Im Sommer 1945 wurde Illowo von der sowjetischen Besatzungsmacht zusammen mit der südlichen Hälfte Ostpreußens unter polnische Verwaltung gestellt.
In den ersten Nachkriegsjahren wurde das bisherige Illowo in die beiden Orte Iłowo-Oasda und Iłowo-Wieś geteilt. Iłowo-Wieś ist heute eine Ortschaft innerhalb der Gmina Iłowo-Osada, deren zentraler Ort Iłowo-Osada ist. Die Gemeinde gehört zum Powiat Działdowski (Kreis Soldau), war bis 1998 der Woiwodschaft Ciechanów, und ist  heute der Woiwodschaft Ermland-Masuren zugehörig. Im Jahre 2011 waren im Dorf Iłowo-Osada 2989 Einwohner registriert.

### Bevölkerungsentwicklung bis 1945

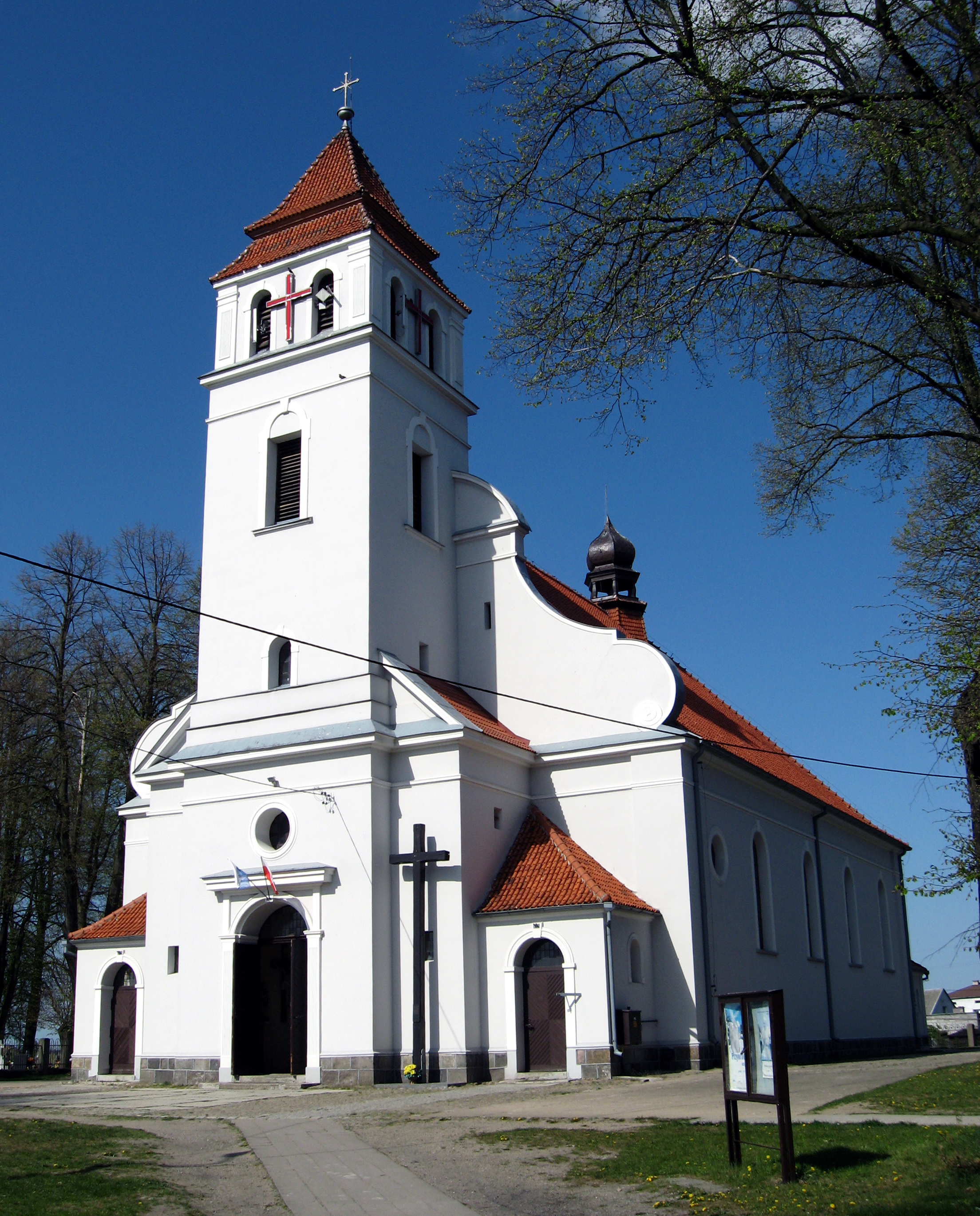
Die katholische Kirche in Iłowo-Osada

| Jahr | Einwohner | Anmerkungen                                             |
| ---- | --------- | ------------------------------------------------------- |
| 1816 | 0 132     | [ 8 ]                                                   |
| 1852 | 0 231     | [ 9 ]                                                   |
| 1858 | 0 253     | davon 153 Evangelische und 100 Katholiken (keine Juden) |
| 1885 | 0 726     | [ 11 ]                                                  |
| 1905 | 1.193     | [ 12 ]                                                  |
| 1931 | 2.793     | [ 11 ]                                                  |

## Kirche

### Römisch-katholisch
Bis 1927 war Illowo resp. Iłowo in die römisch-katholische Pfarrgemeinde Bialutten (polnisch Białuty)  eingegliedert. Seit dem Bau der eigenen Kirche besteht hier eine eigene Pfarrei, die zum Dekanat Działdowo im Bistum Toruń gehört.

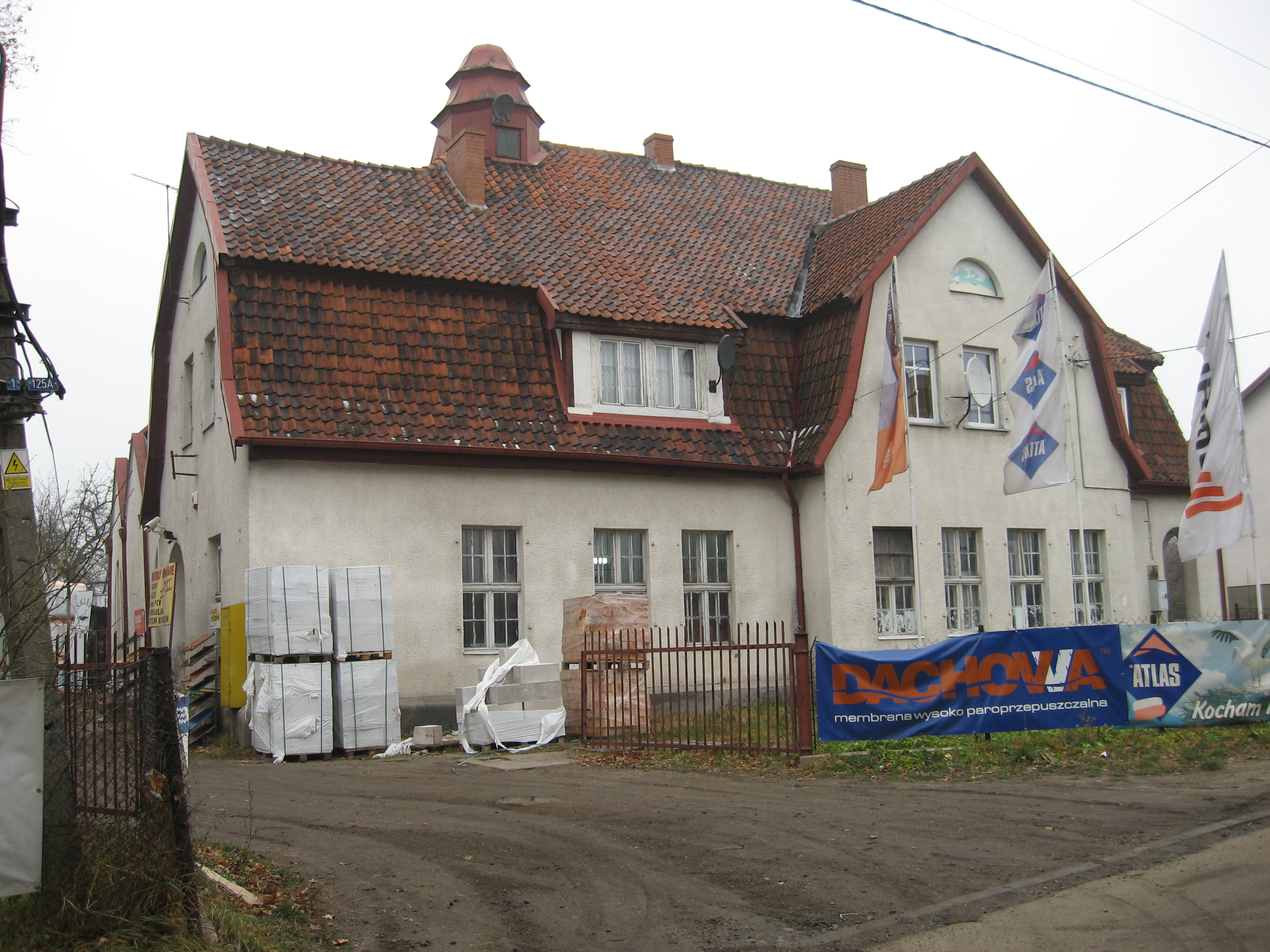
Das einstige evangelische Gemeindehaus

### Evangelisch
Bis 1945 gehörte Illowo/Iłowo zum evangelischen Kirchspiel der Kirche Narzym in der Kirchenprovinz Ostpreußen der Kirche der Altpreußischen Union bzw. in der Diözese Działdowo der Unierten Evangelischen Kirche in Polen. In den 1910er Jahren wurde in Illowo ein auch für Gottesdienstzwecke zu nutzendes Gemeindehaus errichtet, das heute ein Geschäftshaus ist. Heute orientieren sich die evangelischen Einwohner zur Erlöserkirche in Działdowo in der Diözese Masuren der Evangelisch-Augsburgischen Kirche in Polen.

## Verkehr

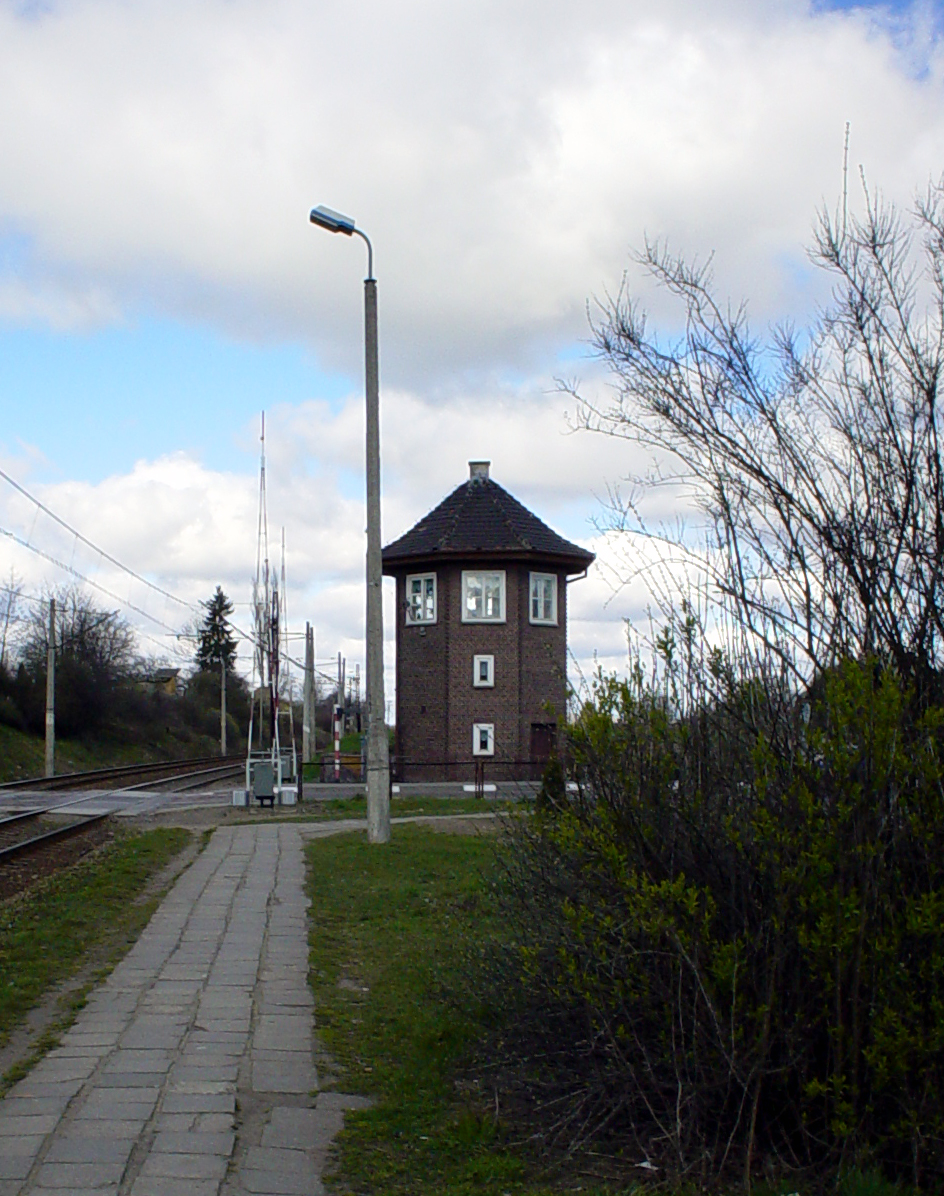
Bahnwärter-Häuschen an der Eisenbahnstrecke Danzig – Warschau

Die ostpreußische Nachbarstadt  Działdowo (Soldau) im Norden und die polnische Nachbarstadt  Mława (1942 bis 1945 Mielau) im Südosten sind über die  Woiwodschaftsstraße 544 erreichbar. In Mława besteht Anschluss an die Schnellstraße 7 in Richtung Warschau. Die S 7 in Richtung Danzig ist über eine Nebenstraße erreichbar, die über Krokowo (Krokau) nach Powierz (Powiersen, 1938 bis 1945 Waldbeek) führt.
Das Dorf ist Bahnstation an der Eisenbahnstrecke Danzig–Warschau. Die Bahnstation trägt die Bezeichnung „Iłowo“ (ohne Zusatz). Die Strecke besteht seit 1877 und war in ihrer Bedeutung mitausschlaggebend für die Einbeziehung des Soldauer Gebiets 1920 nach Polen, die entgegen der Abstimmung der Bevölkerung erfolgte. Die Bahnstrecke ist zweigleisig und seit den 2010er Jahren elektrifiziert.

## Persönlichkeiten
- Oskar Kummetz (1891–1980), deutscher Seeoffizier und Admiral
- Henryk Szordykowski (1944–2022), polnischer Mittelstreckenläufer